# Zell (Mosel)
Zell település Németországban, Rajna-vidék-Pfalz tartományban. Lakosainak száma 4117 fő (2023. december 31.).

## Fekvése
Wittlichtől keletre, a Mosel partján fekvő település.

## Leírása
Az ódon városka a Mosel jobb partján fekszik, a Zelli-könyök legjelentősebb helysége. Híres Schwarze Katz (Fekete macska) nevű boráról. A régi városi erődítmény romjai máiig láthatók; többek között a Kerek-torony (Runder Thurm) is.
A város messziről is látható ismertetőjegyét a Péter-templomot (Peterskirche) 1792-ben emelték. A 15.  századból való madonna tehetséges faszobrász alkotása. Érdekes még a hatalmas tornyú, kétszárnyas, 1542-ből való egykori kuirtrieri kastély (Schloss Zell), valamint a Bormúzeum is. A kis piactéren áll a város jelképe a kút, a hordóra állított fekete macska alakjával.
A Mosel bal partján fekszik a Zellel egybeolvadt Kaimt, melynek takaros favázas házai közül az egyik az 1620-ból való Treis-ház (Haus Treis). Itt található a tartomány legszebb favázas épülete Bros von Waldeck háza, mely 1551-ben épült. Plébánia templomának (Pfarrkirche) tornya a 11. századból származik.

## Népesség
A település népességének változása:
| Lakosok száma | 4905 | 4085 | 4056 | 4099 | 4099 | 4086 | 4107 | 4117 |
|               | 1975 | 2015 | 2017 | 2018 | 2019 | 2021 | 2022 | 2023 |